# Pelidnota discicollis
Pelidnota discicollis är en skalbaggsart som beskrevs av Ohaus 1912. Pelidnota discicollis ingår i släktet Pelidnota och familjen Rutelidae. Inga underarter finns listade i Catalogue of Life.